# Rb Impávido (BNRJ 19)
Rb Impávido (BNRJ 19) é um rebocador de porto da Marinha do Brasil pertencente a Classe Intrépido.
O seu projeto segue o desenho da classe "Stan Tug 2207" de rebocadores. A sua incorporação aconteceu em setembro de 1992.